# سیارک ۶۵۱۷
سیارک ۶۵۱۷ (به انگلیسی: 6517 Buzzi، نامگذاری:1990BW) شش هزار و پانصد و هفدهمین سیارک کشف شده‌است که در ۲۱ ژانویه ۱۹۹۰ کشف شد.